# Over the Rainbow
«Over the Rainbow» (укр. Над веселкою), також часто «Somewhere over the Rainbow» (укр. Десь над веселкою) — класична пісня-балада на музику Гарольда Арлена і слова Едгара «Іпа» Гарбурга. Написана спеціально для фільму 1939 року «Чарівник країни Оз», пісня була виконана Джуді Ґарленд, що зіграла Дороті Ґейл. Пісня була відзначена премією «Оскар» в номінації «Найкраща пісня до фільму».

## Визнання
Пісня є номером один у списку «Пісні століття» (англ. Songs of the Century), складеному Американською асоціацією компаній звукозапису і Національним фондом мистецтв.
Американський інститут кіномистецтва оприлюднив в червні 2004 року список 100 кращих пісень до фільмів, в якому «Over the Rainbow» посіла перше місце.
Поряд із піснею «White Christmas» Ірвінга Берліна пісня «Over the Rainbow» стала символом Сполучених Штатів в Європі під час Другої світової війни. Джуді Гарленд у 1943 році виконала цю пісню на спеціальному шоу для військових.
У квітні 2005 року Поштова служба США випустила пам'ятну марку на честь Едгара Гарбурга, на якій були процитовані перші рядки пісні.
У 2014 році пісня була відзначена премією Towering Song Award «Зали слави піснярів». На урочистій вечері 12 червня 2014 р. пісню заспівала Джекі Іванко.
У квітні 2016 року «The Daily Telegraph» включила пісню під номером 8 до свого списку 100 найкращих пісень усіх часів.

## У фільмі «Чарівник країни Оз»
Дороті співає пісню приблизно на п'ятій хвилині після початку фільму після суперечки з міс Галч та зауваження тітки Ем: «знайти собі місце, де ти не будеш втрапляти у халепи». Це спонукає Дороті усамітнитися. Вона звертається до свого собачки Тото: «Якесь місце, де немає жодних проблем. Як ти гадаєш, є таке місце, Тото? Воно має бути. Це не таке місце, куди можна дістатися на човні чи поїздом. Це дуже далеко. За місяцем, за дощем…». І Дороті починає співати.
Режисером сцен у Канзасі виступив Кінг Відор, хоча він не зазначений у титрах. Спочатку пісня була видалена з фільму після попереднього перегляду в Сан-Луїс-Обіспо, адже керівник студії Metro-Goldwyn-Mayer Луїс Б. Майер і продюсер Мервін Лерой висловили думку, що це «сповільнює картину» і що «пісня звучить, ніби дещо для Джанет Макдональд, а не для маленької дівчинки, що співає на скотному дворі». Проте, завдяки наполеглевості асоційованого продюсера Артура Фріда і Роджера Еденса, вчителя вокалу Джуді Гарленд, пісню зрештою зберегли. І ці зусилля окупилися, адже саме за цією сценою фільм знають і згадують.

## Запис
7 жовтня 1938 року Джуді Гарленд вперше записала пісню у павільйоні «Metro-Goldwyn-Mayer». Запис аранжував Мюррей Каттер.
У вересні 1939 року студійний запис пісні, проте не той, що фактично був використаний для музичного супроводу фільму, вийшов як сингл на лейблі «Decca Records».
У березні 1940 року той же запис був включений до альбому «The Wizard of Oz» («Чарівник країни Оз»), виданого компанією «Decca Records» на платівці стандарту 78 об/хв. Попри те, що це не була оригінальна версія з фільму, «Decca» продовжувала перевидавати так званий «Cast Album» (можливий переклад — альбом з перших записів) навіть у 1960-і роки після того, коли був перевиданий на платівці LP 331⁄3 об/хв.
Так тривало до 1956 року, коли студія «Metro-Goldwyn-Mayer» випустила справжній саундтрек з фільму, і ця версія пісні стала доступною для громадськості. Реліз був приурочений до телевізійної прем'єри фільму. Ця версія саундтреку була перевидана кілька разів протягом багатьох років, в тому числі в делюкс-виданні «Rhino Records» в 1995 році.
Після виходу фільму в 1939 році «Over The Rainbow» стала «візитною карткою» Гарланд, вона виконувала її протягом наступних тридцяти років до самої своєї смерті в 1969 р. Гарланд виконувала пісню, не змінюючи її, намагаючись співати саме так, як це робила для фільму. Вона казала, що залишається вірною персонажу Дороті і тій ідеї, що дійсно щось має бути там, десь над веселкою.
|                                             | "Over The Rainbow" стала частиною мого життя. Вона так символічно показує мрії та бажання всіх, що я розумію, чому у багатьох людей виступають сльози на очах, коли вони чують цю пісню. Я проспівала її тисячі разів, але ця пісня досі найближча моєму серцю. |
| — Джуді Гарленд, в листі до Гарольда Арлена | |

## Історія створення і текст
Композитор Гарольд Арлен, що працював над піснями для фільму «Чарівник країни Оз», вирішив додати до вже написаних композицій красиву баладу. Він написав мелодію і показав своєму другові поету-пісняру Іпу Гарбургу. Той поставився до твору достатньо прохолодно, і тоді Арлен звернувся за порадою до свого друга композитора Айри Гершвіна. Той порекомендував дещо прискорити темп мелодії, щоб вона краще поєднувалася з іншими композиціями. Нова версія припала до душі Гарбургу, і він миттєво придумав їй назву — «Over the rainbow».
Окрім тексту, який використовується у фільмі, Гарбург написав ще вісім вступних рядків («When all the world is a hopeless jumble…» і далі). Вони увійшли до офіційного видання нот до фільму, їх співають у мюзиклі «Чарівник країни Оз», а також використовували у своїх версіях пісні Френк Сінатра, Доріс Дей, Тоні Беннетт, Елла Фіцджеральд, Сара Воан та інші.

## Інші версії

### В альбомах і синглах
- Гурт «The Demensions» досяг з піснею 16-го місця у Billboard Hot 100 у 1960.[11]
- Версія жіночого колективу «Labelle» сягнула 20-го місця в американському чарті RNB у 1966 році.
- Австралійський гурт «Біллі Торп і Ацтеки» записав версію композиції, що досягла вершини австралійського чарту у 1965 році. У 1973 композиція знов потрапила до чарту після виступу Біллі Торпа з блюзовою версією на фестивалі «Sunbury Pop Festival».[12]
- Джеррі Лі Льюїс досяг з композицією 10-го місця в американському чарті кантрі-музики у 1980 році.
- Британський гурт «Matchbox» потрапив на 15-й рядок британського чарту синглів у 1980 році з попурі «Over the Rainbow — You Belong to Me».
- Американський співак Сем Харріс зі своєю версією став переможцем першого сезону талант-шоу «Star Search» (укр. Пошук зірок) у 1983 році, а у 1985 досяг 67-го місця британського чарту синглів.
- У 1992 році Єва Кессіді записала свою версію пісні для спільного з Чаком Брауном альбому. Після її смерті у 2001 році композицію перевипустили на синглі і вона стала 42-ю у британському чарті синглів.
- Marusha, німецька зірка електронної музики з танцювальною версією пісні потрапила на 3-тю позицію німецького чарту синглів у 1994 році.
- Кліфф Річард досяг 11-го рядку британського чарту синглів у 2001 з синглом «Somewhere over the Rainbow/What a Wonderful World».
- Кетрін МакФі, фіналістка шоу «American Idol», записала пісню у 2006. Сингл став номером 12 у Billboard Hot 100.
- Даніель Хоуп, переможниця спеціального шоу «Over the Rainbow» записала версію композиції, з якою потрапила на 29-ту позицію британського чарту синглів у 2010 році.
- Актори телесеріалу «Хор» досягли 43-го місця в американському чарті синглів і 30-го місця у британському чарті синглів у 2010 зі своєю версією.
- Ірландський жіночий гурт «Celtic Woman» з німецькомовною версією «Wenn Du In Meinen Träumen Bei Mir Bist» став лідером у німецькому чарті синглів у 2010, а у французькому чарті — у 2011 році.

### У фільмах
- У фільмі «Третій палець, ліва рука» (1940) з Мирною Лой і Мелвіном Дугласом мелодія звучить протягом усього фільму в коротких епізодах.
- У фільмі «Філадельфійська історія» (1940) герой Джеймса Стюарта на 77-й хвилині співає пісню, несучи героїню Кетрін Хепберн через сади.
- Мелодія звучить протягом усього фільму «Нічний жах» з Бетті Грейбл і Віктором Метьюром у в головних ролях.
- В іронічному контексті мелодія використана у фільмі жахів з Вінсентом Прайсом «Повернення доктора Файбза» (1972).
- Режисер Нора Ефрон використала дві різні версії пісні — Рея Чарлза та Гаррі Нілссона — у своїх стрічках «Несплячі в Сіетлі» (1993) і «Вам лист» (1998).
- У фільмі «Голосок» (1998) звучить версія у виконанні Джейн Хоррокс.
- Пісня у виконанні Джейн Монхайт звучить на фінальних титрах у фільмі «Небесний капітан і світ майбутнього» (2004).
- В анімаційній стрічці «9» (2009) звучить оригінальна версія.

## Версія Ізраеля Камакавіво'оле
Версія пісні у виконанні знаменитого гавайського співака Ізраеля Камакавіво'оле була записана в 1988 році в Гонолулу всього за один дубль. Ізраелю зателефонували зі студії звукозапису о 3 годині ночі. Мілан Бертоза — режисер звукозапису — дав співакові лише 15 хвилин, щоб прибути на студію. Бертоза розповідає: «Зайшла найбільша людина, яку я бачив у своєму житті. Ізраель важив, ймовірно, фунтів 500. І перше, що я мав зробити, це знайти щось для нього, щоб сісти.» Охоронець будівлі знайшов для Ізраеля великий сталевий стілець.
|                                                   | Я під'єднав кілька мікрофонів, провів швидкий саундчек, запустив запис, і перше, що він виконав, — це «Over The Rainbow». Він грав і співав, лише один дубль, і все закінчилося. |
| — Мілан Бертоза, в інтерв'ю National Public Radio | |

Це був демо-запис. Вперше пісня у виконанні Ізраеля Камакавіво'оле вийшла у 1993 році в альбомі «Facing Future» під назвою «Somewere over the Rainbow» у складі попурі на укулеле разом з піснею «What a Wonderful World».
Вперше композицію «Somewere over the Rainbow»/«What a Wonderful World» для саундтреку фільму використав режисер Мартін Брест у своїй картині 1998 року «Знайомтеся — Джо Блек». Згодом сингл увійшов до саундтреку стрічки «Знайти Форрестера» (2000).
Великої популярності композиція набула після виходу фільму «50 перших поцілунків» (2004), до саундтреку якого увійшла. Після цього сингл сягнув 12-го рядку у Billboard Hot Digital Tracks.. Композиція також увійшла до саундреків стрічок «Син Маски», «Зміїний політ», «Фред Клаус, брат Санти», «Щаслива до нестями», «Таємниці Тихого океану», «Хаббл IMAX 3D»; серіалів: «Усі жінки — відьми», «Мертва справа», «Швидка допомога», «Життя на Марсі», «Горизонт», «Клініка», «Хор».
Композиція посідала перші рядки у чартах Бельгії, Франції, Люксембургу, 3-тє — у Швейцарії, 4-те — в Австрії. Сингл став двічі платиновим у Німеччині і Швейцарії, платиновим у США і Бельгії, срібним у Великій Британії.

## У ЛГБТ-культурі
Пісня «Over the Rainbow» вважається одним з головних гімнів геїв і лесбійок. Деякі джерела також пов'язують забарвлення і навіть походження «веселкового прапора» ЛГБТ-спільноти з назвою пісні, що також обумовило популярність пісні серед представників гомосексуальної орієнтації.